# José Aravena
José Aravena (* 16. Januar 1978) ist ein chilenischer Bahn- und Straßenradrennfahrer.
José Aravena gewann 2004 bei der Panamerikameisterschaft in San Carlos Tinaquillo auf der Bahn die Bronzemedaille in der Mannschaftsverfolgung. Im nächsten Jahr wurde er bei der Panamerikameisterschaft im argentinischen Mar del Plata Zweiter im Scratch hinter Ángel Darío Colla. In der Saison 2007 gewann Aravena eine Etappe bei der Vuelta al Valle. 2009 wurde er in Los Andes chilenischer Meister im Straßenrennen.

## Erfolge
2009
- Chilenischer Meister – Straßenrennen